# مش أنا (مسلسل)
مش أنا هو مسلسل لبناني عرض في شهر رمضان المبارك لعام 2016 من إنتاج المنتجين ميلاد ومي أبي رعد، بث حصريا على شاشة المؤسسة اللبنانية للإرسال

## قصة العمل
وتدور قصة المسلسل حول “هنا” متزوجة من رجل عجوز يملك ثروة كبيرة، فيتوفّى في المستشفى إثر عارض صحيّ، لكنّ «هنا» يبدو أنها كانت تعاني من زوجها بسبب كبر سنّه وتقييده لها من خلال مراقبتها دائماً عبر خدّام القصر. وعندما تعلم «هنا» بوفاة زوجها تشعر بالسعادة وتقضي ليلة في أحد الملاهي الليلة احتفالاً بوفاته ويبدو أن «هنا» تريد الانتقام من زوجها من خلال الانتقام من خدّام القصر وتبدأ بطرد سائقها الشخصيّ. وتتشاجر مع «مجد» العائد من السفر في الملهى، تلتقي بعدها به في الدفن، حيث تبدأ الأحداث من الظروف الغامضة والأسرار المحيطة بكل منهما.كما تواجه والدها الذي لم يكن راضيا عن زواجها وأختي زوجها العانستين يطرح في طياته أيضاً قصصاً إنسانية من واقع المجتمع اللبناني.

## الممثلون
- «كارين رزق الله»
- «بديع أبو شقرا»
- "رودريغ سليمان”
- “أندريه ناكوزي”
- “جو صادر"
- "شادي ريشا”،
- “لمى مرعشلي”
- “طوني مهنا”،
- ”سمارة نهرا”
- “إيلي شلهوب”
- “ريتا عاد”
- “نوال كامل"
- «عبدو حكيم»
- «دوري سمراني»

## وصلات خارجية
- مش أنا على موقع IMDb (الإنجليزية)
- مش أنا على موقع قاعدة بيانات الأفلام العربية
- مش أنا على موقع قاعدة بيانات الفيلم (الإنجليزية)